# Gertie the Dinosaur
Gertie the Dinosaur és un curtmetratge d'animació de 1914 del dibuixant i animador estatunidenc Winsor McCay. És la primera pel·lícula d'animació que té com a protagonista un dinosaure. McCay va utilitzar per primera vegada la pel·lícula davant el públic en directe com a part interactiva del seu acte de vodevil; la divertida i infantil Gertie feia trucs a les ordres del seu amo. El cap de McCay, William Randolph Hearst, va acotar les activitats de vodevil de McCay, de manera que aquest va afegir una seqüència introductòria a la pel·lícula per a la seva estrena teatral, rebatejada com Winsor McCay, the Famous Cartoonist, and Gertie (Winsor McCay, el famós dibuixant i Gertie). McCay va abandonar una seqüela, Gertie on Tour (Gertie de gira) (al voltant de 1921), després de produir aproximadament un minut de metratge.
Tot i que popularment es pensa que Gertie era la primera pel·lícula d'animació, McCay havia fet anteriorment Little Nemo (el petit Nemo) (1911) i How a Mosquito Operates (Com opera un mosquit) (1912). L'americà James Stuart Blackton i el francès Émile Cohl havien experimentat amb l'animació fins i tot abans; Gertie, personatge amb una personalitat atractiva, distingia la pel·lícula de McCay d'aquestes anteriors "pel·lícules de trucs". Gertie va ser la primera pel·lícula que va utilitzar tècniques d'animació com fotogrames, registre d'impressió, paper de traça, visor d'accions del mutoscopi i bucles d'animació. Va influir en la següent generació d'animadors en la que es trobaven els germans Fleischer, Otto Messmer, Paul Terry i Walt Disney. John Randolph Bray va intentar, sense èxit, patentar moltes de les tècniques d'animació de McCay i es diu que havia estat darrere d'una versió plagiada de Gertie que va aparèixer un any o dos després de l'original. Gertie és la pel·lícula més ben conservada de McCay –algunes de les quals s'han perdut o sobreviuen només en fragments– i s'ha conservat al Registre Nacional de Cinema de la Biblioteca del Congrés dels Estats Units per ser «culturalment, històricament o estèticament significativa».
El 1994, Gertie the Dinosaur va ser votada al número 6 dels 50 Greatest Cartoons de tots els temps per membres del camp d'animació.

## Antecedents

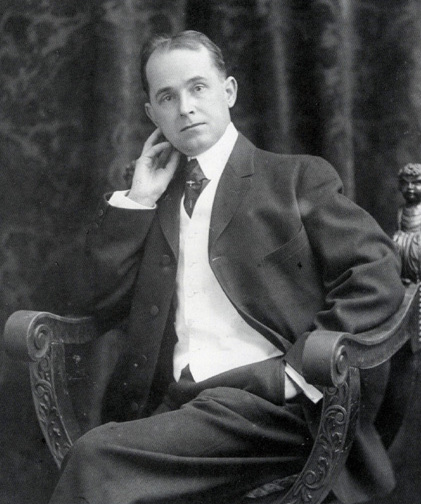
Winsor McCay va ser pioner en historietes i animació (foto de 1906).

Winsor McCay havia treballat prolíficament com a artista comercial i dibuixant quan va començar a fer historietes de diaris com Dreams of a Rarebit Fiend (1904–11) i la seva tira insígnia Little Nemo (1905–14). El 1906, McCay va començar a actuar al circuit de vodevils, fent presentacions il·lustrades que dibuixava davant de públic en directe.
Inspirat en els foliscopis que el seu fill portava a casa, McCay "va veure la possibilitat de fer imatges en moviment" amb els seus dibuixos. Va afirmar que era "el primer home del món en fer dibuixos animats", tot i que va ser precedit per l'americà James Stuart Blackton i el francès Émile Cohl. La primera pel·lícula de McCay va ser protagonitzada pels seus personatges de Little Nemo i va ser estrenada a les sales de cinema el 1911; aviat la va incorporar al seu acte de vodevil. La va seguir el 1912 How a Mosquito Operates, en la que un mosquit gegant, animat de manera naturalista xucla la sang d'un home que dorm. McCay va donar al mosquit una personalitat i un humor equilibrat amb l'horror de la situació de malson. Es va criticar la seva animació per ser tan realista que havia d'haver calcat els personatges de fotografies o haver recorregut a trucs amb cables; Per demostrar que no ho havia fet, McCay va triar per a la seva següent pel·lícula una criatura que no s'havia pogut fotografiar.

McCay va consultar a la American Historical Society el 1912 i va anunciar plans per a "la presentació d'imatges que mostraven els grans monstres que solien habitar la terra". Va parlar del "treball seriós i educatiu" que el procés d'animació podria possibilitar. McCay havia introduït anteriorment dinosaures en les seves tires còmiques, com un episodi del 4 de març de 1905 de Dream of the Rarebit Fiend en què un esquelet de Brontosaurus participava en una carrera de cavalls, i l'episodi de Rarebit Fiend del 25 de maig de 1913,
 en què un caçador dispara sense èxit contra un dinosaure; la disposició del fons d'aquest darrer s'assemblava molt al que més tard va aparèixer a Gertie. El 21 de setembre de 1913, l'episodi de la pàgina de Little Nemo de McCay In the Land of Wonderful Dreams (A la terra dels somnis meravellosos), titulada In the Land of the Antediluvians (A la terra dels antediluvians), Nemo troba un dinosaure blau anomenat Bessie que té el mateix el disseny que el de Gertie.
 McCay va considerar diversos noms abans d'establir el de "Gertie"; els seus quaderns de producció utilitzaven "Jessie the Dinosaurus". L'animador de Disney, Paul Satterfield, va recordar que havia escoltat a McCay el 1915 explicar com havia triat el nom de "Gertie":
| «                                                  | (anglès) He heard a couple of "sweet boys" out in the hall talking to each other, and one of them said, "Oh, Bertie, wait a minute!" in a very sweet voice. He thought it was a good name, but wanted it to be a girl's name instead of a boy's, so he called it "Gertie". | (català) Va sentir un parell de "nois adorables" a la sala d'actes parlant entre ells, i un d'ells va dir: "Oh, Bertie, espera un minut!" amb una veu molt dolça. Va pensar que era un bon nom, però va voler que fos un nom de noia en lloc d'un noi, per la qual cosa la va anomenar "Gertie". | » |
| — Paul Satterfield, Interview with Milt Gray, 1977 | | |   |

## Contingut
Gertie the Dinosaur és la pel·lícula d'animació més antiga que inclou un dinosaure. La seva estrella, Gertie, fa trucs molt semblants als que faria un elefant entrenat. Està animada amb un estil naturalista sense precedents a l'època; respira de forma rítmica, canvia el pes a mesura que es mou i els músculs abdominals ondulen mentre pren aigua. McCay la va imbuir amb una personalitat, que alhora que simpàtica, podia ser capritxosa, ignorant o rebel·lant-se contra les ordres del seu amo.

### Sinopsi
Quan el seu mestre McCay la crida, apareix des d'una cova l'eixerida i infantil Gertie. El seu amo que maneja fuets la fa fer trucs com aixecar el peu o inclinar-se al seu comandament. Quan sent que l'han empès massa lluny, ignora al seu amo. Plora quan la renya i ell la consola donant-li una carabassa. Durant l'actuació, els moradors prehistòrics com ara un llangardaix volador distreuen contínuament a Gertie. Ella tira un mamut al llac; quan l'ataca ruixant-la amb aigua, tira una roca cap a ell, que s'allunya nedant. Després d'haver-se calmat la set bevent-se el llac, McCay la porta fora de l'escenari mentre ell es dirigeix a l'audiència.

## Producció

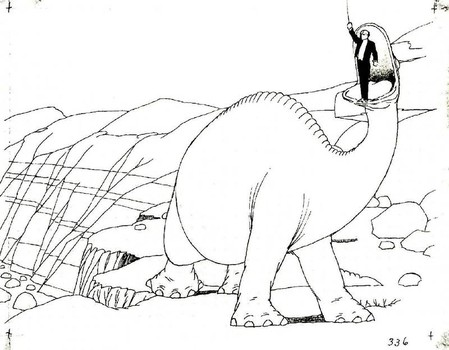
McCay assenyalava les quatre cantonades de cada full amb marques "+" minuciosament mesurades per al registre adequat de les imatges seqüencials.

Gertie va ser la primera animació de McCay amb fons detallats. La producció principal es va iniciar a mitjans de 1913. Treballant en el seu temps lliure, McCay va dibuixar milers de fotogrames de Gertie en fulls de paper d'arròs de 6,5 per 8,5 polzades (17 cm × 22 cm), un suport bo per dibuixar, ja que no absorbeix la tinta, i com era translúcid era ideal per a la laboriosa retraçat dels fons, un treball que va recaure en John A. Fitzsimmons, un veí estudiant d'art. Els dibuixos en si mateixos ocupaven una àrea del paper de 6 per 8 polzades (15 per 20 cm), marcada amb marques de registre a les cantonades per reduir el moviment de les imatges quan es filmava. Van ser fotografiats muntats en grans peces de cartró rígid.
A McCay li preocupava el temps i el moviment precisos; va cronometrar la seva pròpia respiració per determinar la cadència de la respiració de Gertie i va incloure detalls subtils com que el terra s'enfonsés sota el gran pes de Gertie. McCay va consultar amb el personal del museu de Nova York per assegurar la precisió dels moviments de Gertie; el personal no va poder ajudar-lo a descobrir com es podia aixecar un animal extint des d'una posició tombada, de manera que en una escena en què Gertie es posava de peu, McCay va fer que un llangardaix volador aparegués a la pantalla per atraure l'atenció dels espectadors. Quan va acabar els dibuixos, van ser fotografiats a Vitagraph Studios a principis de 1914.

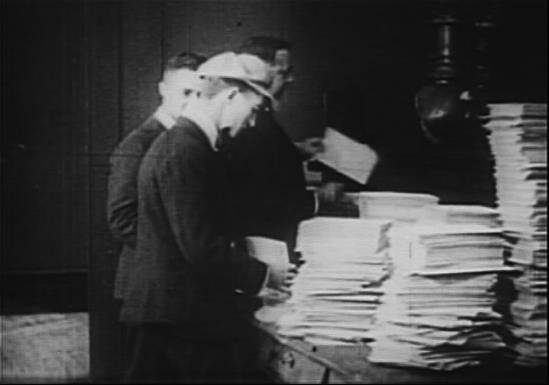
Preparant els milers de dibuixos per a la pel·lícula, per a la introducció de la pel·lícula.

McCay va ser pioner en el "sistema de divisió de McCay" de l'animació, en què primer es van dibuixar postures o posicions principals i els fotogrames intermedis després. Això va alleujar el tedi i va millorar el calendari de les accions de la pel·lícula. McCay estava obert a compartir les tècniques que desenvolupava i es va negar a patentar el seu sistema, segons va dir: "Qualsevol idiota que vulgui fer un parell de milers de dibuixos per cent peus (30,48 m.) de pel·lícula és benvingut a unir-se al club". Durant la producció de Gertie, va mostrar els detalls a un visitant que assegurava que estava escrivint un article sobre animació. El visitant va ser l'animador John Randolph Bray, que va demandar a McCay el 1914 després d'aprofitar l'omissió de McCay per patentar moltes de les tècniques, incloent-hi l'ús de marques de registre, traça de paper i el visor d'accions del mutoscopi, i l'animació circular per crear accions repetitives. La demanda no va tenir èxit i McCay va rebre pagaments de royalties de Bray pel registre de les tècniques.

## Estrena

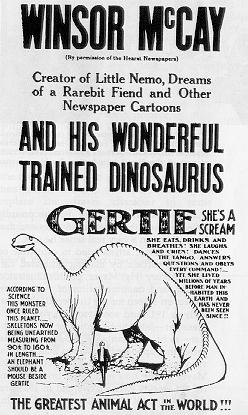
Anuncis instruint sobre els dinosaures per a la pel·lícula.

Gertie the Dinosaur va aparèixer per primera vegada com a part d'un acte de vodevil de McCay a principis de 1914. Va aparèixer a les sales de cinema en una edició amb un pròleg d'acció en directe, distribuïda per la companyia de taquilles d'oficines de William Fox des del 28 de desembre. Els dinosaures eren encara nous per a l'imaginari del públic en el moment de l'estrena de Gertie: un esquelet de Brontosaurus es va exhibir públicament per primera vegada el 1905. Els anuncis ho reflectien intentant instruir el públic: "Segons la ciència aquest monstre va governar un cop aquest planeta... esquelets que ara es desenterren mesuren de 90 a 160 peus de longitud. Un elefant hauria semblat un ratolí al costat de Gertie."

### Vodevil
McCay originalment va utilitzar una versió de la pel·lícula com a part del seu acte de vodevil. La primera actuació va ser el 8 de febrer de 1914, a Chicago al Palace Theatre. McCay va començar el programa fent els seus acostumats esbossos en directe, continuant amb How a Mosquito Operates. Després va aparèixer a l'escenari amb un fuet i instruïa al públic sobre l'animació. Situat a la dreta de la pantalla del cinema, va introduir "l'únic dinosaure en captivitat". Quan la pel·lícula començava, Gertie treia el cap d'una cova i McCay l'animava a apropar-se. Va reforçar la il·lusió amb trucs com tirar una poma de cartró a la pantalla, moment en què la girava d'esquena a l'audiència i s'embutxacava la poma tal com apareix a la pel·lícula perquè Gertie mengés. Per al final, McCay sortia de l'escenari des d'on "reapareixia" a la pel·lícula; Gertie aixecava el McCay animat, se'l col·locava a l'esquena i s'allunyava mentre McCay s'inclinava davant el públic.
L'espectacle aviat es va traslladar a Nova York. Tot i que les crítiques eren positives, el patró de McCay, el magnat del periòdic New York American, William Randolph Hearst, es mostrava disgustat perquè el calendari de vodevil del seu dibuixant estrella interrompés el seu treball d'il·lustrar editorials. A les ordres de Hearst, les ressenyes dels programes de McCay van desaparèixer de les pàgines de l'American. Poc després, Hearst es va negar a publicar anuncis de pagament del Victoria Theatre, on McCay actuava a Nova York. El 8 de març, Hearst va anunciar la prohibició als artistes que contractava de fer vodevils. El contracte de McCay no li va prohibir la seva actuació en vodevils, però Hearst va poder pressionar McCay i els seus agents perquè cancel·lessin les reserves i, finalment, McCay va signar un nou contracte que li prohibia la realització fora de l'Àrea metropolitana de Nova York.

### Sales de cinema

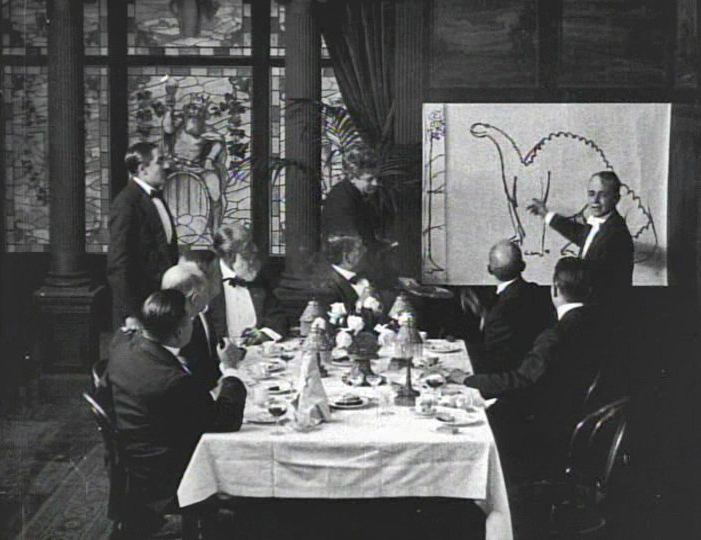
McCay esbossa Gertie per als seus col·legues en una seqüència d'acció feta en directe per a l'estrena teatral de la pel·lícula, al Museu Americà d'Història Natural.

El novembre de 1914, el productor de cinema William Fox va oferir al mercat Gertie the Dinosaur als teatres de cinema mòbils per obtenir "efectiu immediat i preus més alts". McCay va acceptar, i va ampliar la pel·lícula per incloure un pròleg d'acció en directe i intertítols per substituir les escenes a l'escenari. La pel·lícula va viatjar amb èxit pel país i havia arribat a la costa oest pel desembre.
La seqüència d'acció en directe es va enregistrar probablement el 19 de novembre de 1914. Compta amb McCay amb diversos amics seus, com els dibuixants George McManus i Tad Dorgan, l'escriptor Roy McCardell i l'actor Tom Powers; El fill de McCay, Robert, va fer un cameo com a assistent de càmara. McCay va utilitzar una aposta com a motiu per la trama, com havia fet anteriorment a la pel·lícula Little Nemo.
A l'inici de la pel·lícula, McCay i uns amics pateixen una punxada de pneumàtic davant del Museu Americà d'Història Natural. Entren al museu i, mentre veuen un esquelet del Brontosaurus, McCay aposta un sopar a què pot donar vida a un dinosaure amb les seves habilitats d'animació. Es mostra el procés d'animació i els seus "10.000 dibuixos, cada un una mica diferent del que l'ha precedit", amb escenes humorístiques de muntanyes de paper, alguna de les quals li cauen a un assistent. Quan finalitza la pel·lícula, els amics es reuneixen per veure-la en un restaurant.

### Reconstrucció de l'acte de vodevil de McCay del 2018
David L. Nathan va reconstruir la seqüència "Encore" perduda de la versió original de Vodevil de McCay utilitzant dibuixos originals de McCay. Va iniciar una restauració de tota la pel·lícula i, amb l'historiador d'animació Donald Crafton, va proposar una reconstrucció de la representació del vodevil de McCay. Crafton, Nathan i Marco de Blois de la Cinémathèque québécoise van treballar amb un equip de professionals del National Film Board del Canadà per completar el projecte, que es va estrenar en directe durant la cerimònia de clausura del Festival de Cinema d'Animació d'Annecy de 2018 a França.

## McCay i l'animació després deGertie
El mètode de treball de McCay va ser laboriós i els animadors van desenvolupar diversos mètodes per reduir la càrrega de treball i accelerar la producció per satisfer la demanda de pel·lícules d'animació. Al cap de pocs anys de l'estrena de Nemo, la patent de clavilles del canadenc Raoul Barré per alinear els dibuixos combinats amb la tecnologia de làmines transparents (cels) del nord-americà Earl Hurd es van convertir en mètodes gairebé universals en els estudis d'animació. McCay va utilitzar la tecnologia cel en el seu film posterior a Gertie, The Sinking of the Lusitania (1918). Va ser la seva pel·lícula més ambiciosa amb 25.000 dibuixos, i va trigar gairebé dos anys a completar-se, però no va tenir èxit comercial.

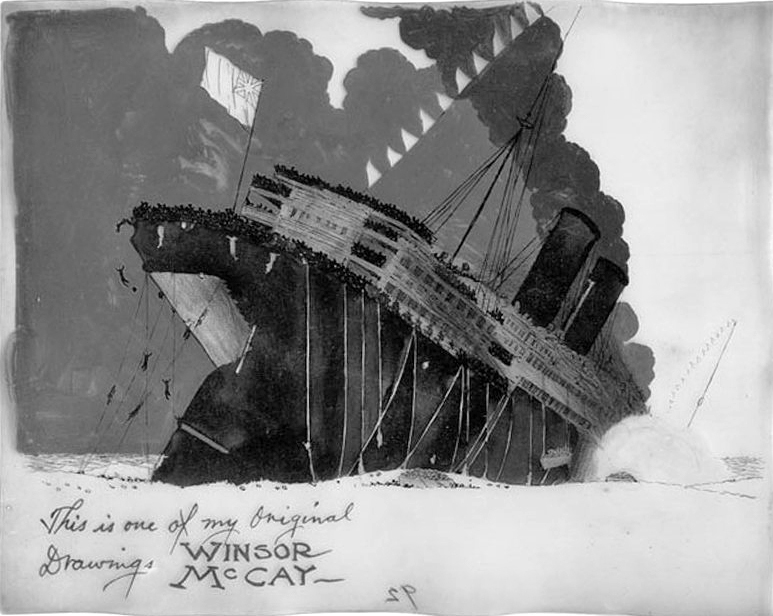
The Sinking of the Lusitania (1918) va requerir 25.000 dibuixos durant dos anys, i va ser la primera pel·lícula de McCay que va utilitzar cels.

McCay va fer sis pel·lícules més, tot i que tres d'elles no es van posar a la venda comercialment. Després de 1921, McCay va abandonar l'animació quan Hearst es va assabentar que havia dedicat més del seu temps a l'animació que a les seves il·lustracions als diaris. Idees sense executar que McCay tenia per a projectes d'animació incloïen una col·laboració amb l'autor de Jungle Imps George Randolph Chester, una pel·lícula musical anomenada The Barnyard Band i una pel·lícula sobre el paper dels nord-americans a la Primera Guerra Mundial.
El 1927, McCay va assistir a un sopar en el seu honor a Nova York. Després d'una considerable quantitat de begudes, McCay va ser presentat per l'animador Max Fleischer. McCay va donar alguns consells tècnics al grup d'animadors reunits, però quan va sentir que el públic no li estava prestant atenció, els va insistir, dient: "Animation is an art. That is how I conceived it. But as I see, what you fellows have done with it, is making it into a trade. Not an art, but a trade. Bad Luck!" (L'animació és un art. Així el vaig concebre. Però, quan veig el que els companys han fet amb ell, l'estan convertint-se en un comerç. No un art, sinó un comerç. Mala sort!) Aquell setembre va aparèixer a la ràdio a WNAC, i el 2 de novembre Frank Craven el va entrevistar a Woman's Hour de The Evening Journal. Durant les dues aparicions es va queixar de l'estat de l'animació contemporània. McCay va morir el 26 de juliol de 1934, d'una embòlia cerebral.

## Recepció i llegat

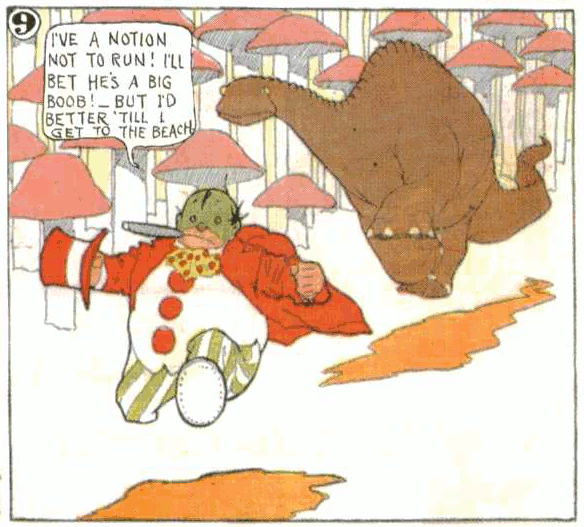
Un dinosaure semblant a Gertie va aparèixer a "Little Nemo in Slumberland el 21 de setembre de 1913.

Gertie va agradar al públic i als crítics. Va obtenir l'elogi del crític de drama Ashton Stevens a Chicago, on es va estrenar l'actuació. El 22 de febrer de 1914, abans que Hearst prohibís a New York American que s'hi esmentes l'obra de McCay, un columnista del diari va considerar la representació "una rialla de principi a final. ... molt més divertit que els seus assenyalats dibuixos del mosquit". El 28 de febrer, el New York Evening Journal el va qualificar de "el major acte de la història dels dibuixants animats al cinema". Émile Cohl va elogiar les pel·lícules de McCay "dibuixades admirablement" i Gertie, en particular, després de veure'ls a Nova York abans de tornar a Europa. Després de la seva estrena, la revista Variety va escriure que la pel·lícula tenia "un munt de comèdia" i que "always be remarked upon as exceptionally clever" (sempre es consideraria excepcionalment intel·ligent).
Una versió falsa de Gertie the Dinosaur va aparèixer un o dos anys després de l'original; presentava un dinosaure que realitzava la majoria dels trucs de Gertie, però amb animació menys hàbil, utilitzant cels sobre un fons estàtic. No se sap per qui va produir la pel·lícula, tot i que es creu que el seu estil és el de Bray Productions. El cineasta Buster Keaton va rodar el darrere d'un dinosaure animat amb plastilina en homenatge a Gertie a The Three Ages (1923).
Les tres primeres pel·lícules de McCay van ser les primeres obres d'animació que van tenir un impacte comercial; el seu èxit va motivar que els estudis de cinema s'incorporessin a la indústria de l'animació infantil. Altres estudis utilitzaven la combinació de l'acció en directe amb l'animació de McCay, com la sèrie dels Estudis Fleischer Out of the Inkwell (1918-1929) i la sèrie Alice Comedies de Walt Disney (1923-1927). L'estil de contrast net i realista de McCay, va establir el patró de l'animació nord-americana i la va diferenciar de les formes d'animació abstractes i obertes que es feien a Europa. Aquest llegat és més evident en els llargmetratges dels Walt Disney Animation Studios, com Fantasia (1940), que incloïa dinosaures antropomorfs animats en un estil naturalista amb una atenció minuciosa al temps i al pes. Shamus Culhane, Dave i Max Fleischer, Walter Lantz, Otto Messmer, Pat Sullivan, Paul Terry i Bill Tytla figuraven entre la generació d'animadors nord-americans que es van inspirar en les pel·lícules on es veia l'acte de vodevil de McCay. La reputació de Gertie era tal que les històries d'animació durant molt temps la van considerar com la primera pel·lícula animada.
Cap al 1921, McCay va treballar en una segona pel·lícula d'animació amb Gertie, titulada Gertie on Tour. La pel·lícula havia de tenir Gertie rebotant al pont de Brooklyn a Nova York, intentant menjar el Monument a Washington a Washington, DC o passejant per la costa d'Atlantic City entre d'altres escenes. La pel·lícula només existeix en esbossos conceptuals i en un minut de rodatge en què Gertie juga amb un carretó i balla davant d'altres dinosaures.
Des de la seva mort, l'obra d'art de McCay s'ha conservat malament; es va destruir gran part en l'incendi de finals dels anys 1930, i una part més gran es va vendre quan els McCays necessitaven diners. S'han conservat uns 400 dibuixos originals de la pel·lícula, descoberts per l'animador Robert Brotherton en desordre a la botiga de teixits d'Irving Mendelsohn, a la cura de la qual les pel·lícules i obres d'art de McCay havien estat confiades als anys quaranta. A més d'alguns cels de The Sinking of the Lusitania, aquests dibuixos de Gertie són els únic originals d'obres d'animació de McCay que ha sobreviscut. McCay va destruir molts dels seus originals de cinema per tenir més espai d'emmagatzematge. Del que va conservar, no ha sobreviscut molt, ja que es va fotografiar en una pel·lícula de nitrat de 35 mm, que es deteriora i és inflamable. Un parell de joves animadors van descobrir la pel·lícula el 1947 i van conservar el que van poder. En molts casos, només es podien salvar fragments, en el millor dels casos. De totes les pel·lícules de McCay, Gertie és la més ben conservada. Mendelsohn i Brotherton van intentar infructuosament trobar una institució per emmagatzemar les pel·lícules de McCay fins que el conservatori de cinema canadenc, el Cinémathèque québécoise se'n va fer càrrec el 1967, amb motiu de l'exposició mundial de cinema d'animació a Montreal. Des de llavors, la Cinémathèque québécoise ha tingut cura de les pel·lícules de McCay. Dels dibuixos supervivents, s'han reconegut quinze que no apareixen a les còpies existents de la pel·lícula. Sembla que provenen d'una única seqüència, probablement al final de la pel·lícula, i presenten a Gertie mostrant el cap a la dreta de l'audiència i fent una reverència.
El fill de McCay, Robert, va intentar reviure Gertie amb una historieta anomenada Dino. Ell i l'animador de Disney Richard Huemer van recrear la representació original del vodevil per al programa de televisió de Disneyland el 1955; aquesta va ser la primera exposició de la pel·lícula per a aquesta generació. Walt Disney va expressar al jove McCay la seva sensació de deute i assenyalant als estudis de Disney va dir: "Bob, tot això hauria de ser del vostre pare". Una botiga de gelats en forma de Gertie es troba a Echo Lake als Estudis de Hollywood de Disney, a Walt Disney World.
El crític de cinema del The New York Times Richard Eder, en veure una retrospectiva de l'animació de McCay al Museu Whitney d'Art Americà el 1975, va escriure sobre Gertie que "Disney... va lluitar fortament per recuperar" les qualitats de l'animació de McCay; Eder va comparar la visió artística de McCay amb la del poeta William Blake, dient que "it was too strange and personal to be generalized or to have any children" (era massa estrany i personal per ser generalitzada o tenir descendència).
De Gertie s'han escrit centenars de llibres i articles. L'historiador de l'animació Donald Crafton va anomenar Gertie "l'obra mestra perdurable de l'animació pre-Disney". Els germans Simon i Kim Deitch van basar la seva novel·la gràfica The Boulevard of Broken Dreams (2002) en el desencant de McCay per la indústria de l'animació en la dècada de 1920. La història presenta un dibuixant en edat anomenat Winsor Newton, que quan era més jove va fer una actuació escènica com la de Gertie amb un mastodont anomenat Milton.
Gertie ha estat seleccionada per a la seva conservació al National Film Registry dels Estats Units i va ser considerada al número 6 de The 50 Greatest Cartoons de tots els temps el 1994 per l'historiador d'animació Jerry Beck.

### Treballs citats

#### Llibres
- Baker, Kage. Ancient Rockets.  Tachyon Publications, 2012. ISBN 978-1-61696-113-8.
- Barrier, Michael. Hollywood Cartoons: American Animation in Its Golden Age.  Oxford University Press, 2003. ISBN 978-0-19-516729-0.
- Beckerman, Howard. Animation: The Whole Story.  Skyhorse Publishing, 2003. ISBN 978-1-58115-301-9.
- Canemaker, John. Winsor McCay: His Life and Art. Revised.  Abrams Books, 2005. ISBN 978-0-8109-5941-5.
- Crafton, Donald. Before Mickey: The Animated Film 1898–1928.  University of Chicago Press, 1993. ISBN 9780226116679.
- Cullen, Frank. Vaudeville, old and new.  Routledge, 2004. ISBN 978-0-415-93853-2.
- Dowd, Douglas Bevan; Hignite, Todd. Strips, Toons, And Bluesies: Essays in Comics And Culture.  Princeton Architectural Press, 2006. ISBN 978-1-56898-621-0.
- Eagan, Daniel. America's Film Legacy: The Authoritative Guide To The Landmark Movies In The National Film Registry.  Continuum International Publishing Group, 2010. ISBN 978-0-8264-2977-3.
- Glut, Donald F. Carbon Dates: A Day by Day Almanac of Paleo Anniversaries and Dino Events.  McFarland & Company, 1999. ISBN 978-0-7864-0592-3.
- Glut, Donald F. The Frankenstein Archive: Essays on the Monster, the Myth, the Movies, and More.  McFarland & Company, 2002. ISBN 978-0-7864-8069-2.
- Goldsbury, Cara. The Luxury Guide to Walt Disney World: How to Get the Most Out of the Best Disney Has to Offer.  Bowman Books, 2003. ISBN 978-0-9726972-2-4.
- Hoffman, Frank W.; Bailey, William G. Arts and Entertainment Fads.  Routledge, 1990. ISBN 978-0-86656-881-4.
- Merkl, Ulrich. The Complete Dream of the Rarebit Fiend (1904–1913) by Winsor McCay 'Silas'.  Catalog of episodes & text of the book: Ulrich Merkl, 2007. ISBN 978-3-00-020751-8. (inclou DVD)
- Mitchell, W. J. T.. The Last Dinosaur Book: The Life and Times of a Cultural Icon.  University of Chicago Press, 1998. ISBN 978-0-226-53204-2.
- Mosley, Leonard. Disney's World: A Biography.  Rowman & Littlefield, 1985. ISBN 978-0-8128-3073-6.
- Murray, Robin L.; Heumann, Joseph K. That's All Folks?: Ecocritical Readings of American Animated Features.  University of Nebraska Press, 2011. ISBN 978-0-8032-3512-0.
- Sito, Tom. Drawing the Line: The Untold Story of the Animation Unions from Bosko to Bart Simpson.  University Press of Kentucky, 2006. ISBN 978-0-8131-2407-0.
- Thomas, Maureen; Penz, François. Architectures of Illusion: From Motion Pictures to Navigable Interactive Environments.  Intellect Books, 2003. ISBN 978-1-84150-045-4.

#### Publicacions i revistes
- Callahan, David «Cel Animation: Mass Production and Marginalization in the Animated Film Industry». Film History. Indiana University Press, 2, 3, 9-1988, pàg. 223–228. JSTOR: 3815119.
- Hatfield, Charles «The Presence of the Artist: Kim Deitch's Boulevard of Broken Dreams vis-a-vis the Animated Cartoon». ImageTexT: Interdisciplinary Comics Studies. Department of English, University of Florida, 1, 1, 2004 [Consulta: 28 abril 2013].
- Heer, Jeet «Little Nemo in Comicsland». Virginia Quarterly Review. University of Virginia, 82, 2, 2006, pàg. 104–121. Arxivat de l'original el 2023-08-03. ISSN: 2154-6932 [Consulta: 27 març 2020].
- Motograph staff «Making Motion Pictures by Pencil». Motograph. Electricity Magazine Corp., 7, 4, 04-04-1912, pàg. 162.
- Nathan, David L; Crafton, Donald «The Making and Re-making of Winsor McCay's Gertie (1914)». Animation, 8, 8, 2013, pàg. 23–46. DOI: 10.1177/1746847712467569. ISSN: 1746-8485.
- Tanner, Ron «Terrible Lizard! the Dinosaur as Plaything». Journal of American & Comparative Cultures. Blackwell Publishing, 23, 2, Estiu 2000, pàg. 53–65. Arxivat de l'original el 2023-08-03. DOI: 10.1111/j.1542-734X.2000.2302_53.x. ISSN: 1542-734X [Consulta: 27 març 2020].
- «Gertie». Variety, 19-12-1914, pàg. 26.
- Young, Frank «Well Done: Raw». The Comics Journal. Fantagraphics Books, 10-1991, pàg. 48–51. ISSN: 0194-7869.

#### Diaris
- Andrews, Robert M. «Library of Congress adds 25 more films to classics collection». TimesDaily, 26-09-1991, p. 31.
- Syracuse Herald staff «Winsor M'Cay Early Comic Artist, Dies». Syracuse Herald, 27-07-1934, p. 12.